# Medaille bene merenti (Rumänien)

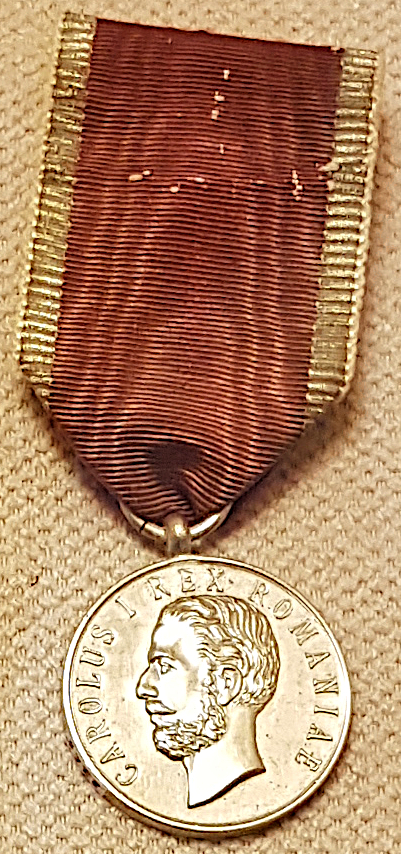
Medaille bene merenti.

Der Orden Medaille bene merenti wurde im Jahre 1876 durch Fürst Carol I. von Rumänien gestiftet und zur Belohnung für Verdienste um Wissenschaft und Kunst in zwei Klassen (Gold und Silber) verliehen.
Das Ordenszeichen ist eine runde Medaille, auf deren Vorderseite von einem Eichenkranz umgeben die Worte BENE MERENTI stehen. Auf der Rückseite ist das Bildnis des Stifters und darum die Inschrift CAROLUS I REX ROMANIA zu finden.
Getragen wurde die Auszeichnung an einem ponceauroten Band mit zwei silbernen Bordstreifen auf der linken Brustseite.

## Bekannte Träger
- Franz Duschek, tschechisch-rumänischer Fotograf
- Jakob Grün, österreichischer Violinist
- Rosa Stransky, geb. Hochmann, ukrainische Violinistin
- Otto Hahn, deutscher Chemiker
- Karl Romstorfer, österreichischer Architekt
- Clementine von Schuch-Proska, österreichisch-sächsische Opernsängerin
- Viktor Orendi-Hommenau, rumäniendeutscher Schriftsteller und Kulturpolitiker